# Wapen van Veendam

Wapen van Veendam

Het wapen van Veendam is het gemeentelijke wapen van de Groningse gemeente Veendam. Het wapen is op 30 januari 1872 aan de toenmalige gemeente Veendam toegekend, sindsdien is Wildervank bij de gemeente gekomen, maar dit heeft het wapen niet beïnvloed.

## Geschiedenis
De plaatsen Veendam en Wildervank werden in de 17e eeuw gesticht door Adriaan Geerts Wildervanck. In 1657 mochten de plaatsen gezamenlijk een kerspelzegel gebruiken die gelijk is aan het huidige wapen van de gemeente Veendam. Het wapen van de gemeente zou afkomstig zijn van een legende rondom de vrouw van Adriaan Wildervanck, Margaretha Hardenberg:
Margaretha zou tijdens een wandeling op de heide in slaap gevallen zijn. Op een gegeven moment schrok zij wakker omdat er een adder over haar arm kroop. In doodsangst legde zij een gelofte af dat zij op die plaats een kerk zou laten bouwen mocht haar leven gespaard blijven. Omdat de adder haar niet heeft gebeten, hield Margaretha zich aan haar belofte; rondom de gebouwde kerk (de Margaretha Hardenbergkerk) zou later Wildervank ontstaan zijn.
Wildervank en Veendam zijn samen ontstaan en ook gedurende enige tijd gezamenlijk een gemeente geweest. Rond 1678 gingen de twee plaatsen als aparte gemeentes verder om in 1969 weer samengevoegd te worden.

### Symboliek
Het wapen kent een aantal elementen: een olijftak, een adder, een arm, een Franse lelie en een wolk. Zij hebben de volgende betekenissen:
- De olijftak: deze staat symbool voor deugd of vreugde.
- De adder: deze belaagt de olijftak en verwijst eveneens naar de slang uit het paradijs. De adder is de enige slangensoort die in Groningen voorkomt.
- De lelie: in de heraldiek het symbool voor reinheid van de geest en van de verhevene.

Afhankelijk van de uitleg van het wapen dient de adder of naar de arm te kruipen, of juist naar de olijftak. In het geval van bovenstaande uitleg dient de slang naar de olijftak te kruipen.

## Alternatieve ontwerpen
Na de samenvoeging van de gemeentes Wildervank en Veendam werden door meerdere mensen nieuwe wapens ontworpen.
- Een eerste ontwerp werd al op 9 oktober 1968 ingediend. Dit ontwerp had een gedeeld schild dat gedeeld was door middel van een ingebogen keper. In het bovenste deel twee zwarte tandraderen op een gouden veld. Symbolen voor de tarwe en de industrie. In de onderste helft een gouden schoener (de Bernhard van Saksen Weimar) op een blauw veld. Als schildhouders twee zwarte vervenersspaden en als kroon een groene aardappelplant. Twee belangrijke industrieën voor de gemeente.
- Een tweetal andere ontwerpen waren van de hand van G.A. Bontekoe, die onder andere het wapen van Almere ontwierp.
  1. Het eerste ontwerp had de volgende beschrijving: een schild van tegenhermelijn, daarover een rode schuinbalk met daarover een hartschild met daarin een driemaster.
Het hermelijn staat symbool voor het hoogveen, de rode balk staat voor de dam die Veendam de naam gaf. De driemaster symboliseert de scheepvaart die in de gemeente plaatsheeft.
  2. Het tweede ontwerp was verticaal en horizontaal gedeeld. Aan de rechterkant (voor de kijker links) een vlak bestaande uit vier zilveren en vier zwarte palen. De schuinbalk uit het andere ontwerp is nu een dwarsbalk, het schip is niet in een hartschild geplaatst maar in het linker bovenkwartier (voor de kijker rechtsboven). In het kwartier linksonder is een slang geplaatst, die zou dan aan het oude wapen herinneren.

Beide door Bontekoe voorgestelde wapens werden door de oude gemeentes afgekeurd: Veendam wilde het oude wapen behouden en Wildervank wilde het wapen uit de 17e eeuw terug hebben. Omdat die wapens hetzelfde oude wapen van de eerste gemeente Veendam zijn, is het wapen van Veendam overgenomen door de nieuwe gemeente Veendam.

## Blazoen
Het wapen van de gemeente Veendam heeft sinds de bevestiging van 1872 de volgende omschrijving:
Van lazuur beladen met een arm en hand van natuurlijke kleur, komende uit eenen wolk en houdende eene olijftak van sinopel, waaruit eene adder van natuurlijke kleur, gaande over den arm; boven den arm een lelie van goud.
Het schild is blauw van kleur met daarop een witte wolk waaruit een arm van natuurlijke kleur komt. In de hand wordt een groene olijftak gehouden. Uit deze olijftak komt een bruine adder die over de arm naar beneden kruipt. Boven de arm prijkt een gouden fleur-de-lys. Hoewel het wapen op de zegels op gegeven moment gekroond was, is het moderne wapen niet gekroond.